# 신수동 (사천시)
신수동(新樹洞)은 사천시의 법정동으로 신수도 본섬과 아두섬등 그 부속도서를 관할한다. 행정동 상으로는 동서동에 속하지만, 사천시청 신수출장소에서 신수동 지역의 여러 행정사무를 처리한다.

## 역사
- 1918년 삼천포면 신수도리
- 1931년 삼천포읍 신수도리
- 1956년 삼천포시 신수동
- 1995년 5월 1일: 행정동 신수동 폐지, 신수동 관할 신수출장소 설치[1][2][3]

## 천연기념물
신수동의 섬인 아두섬에 있는 사천 아두섬 공룡화석 산지는 천연기념물이다.